# Paradoxornis de Przewalski
El paradoxornis de Przewalski (Sinosuthora przewalskii) és una espècie d'ocell passeriforme de la família dels paradoxornítids (Paradoxornithidae), tot i que sovint encara se'l troba classificat amb els sílvids (Sylviidae). Habita boscos poc densos i de bambú del nord de la Xina. El seu estat de conservació es considera de risc mínim.